# Espagne aux Jeux olympiques
L'Espagne a participé pour la première fois aux Jeux olympiques d'été de 1900 et a toujours envoyé des athlètes aux éditions estivales, sauf à celles de 1904, 1908, 1912 et 1936. L'Espagne participe aussi aux éditions hivernales depuis 1936, où elle ne compte que deux médailles pour la même famille et dans le même sport, avec Francisco Fernández Ochoa champion olympique du slalom à Sapporo en 1972 et sa sœur cadette Blanca Fernández Ochoa, médaillée de bronze en slalom à Albertville en 1992.

## Histoire
En 1956, l'Espagne décide de n'envoyer aucun athlète à Melbourne à la suite de l'Insurrection de Budapest. Cependant, l'Espagne participe aux épreuves d'équitation disputées quelques mois plus tôt à Stockholm.

## Bilan général
Après 2016, l'Espagne totalise 150 médailles (45 médailles d'or, 63 médailles d'argent et 42 médailles de bronze) en 42 participations aux Jeux olympiques (23 fois aux Jeux d'été et 19 fois aux Jeux d'hiver).  
Le pays a organisé une fois les Jeux olympiques d'été, en 1992 à Barcelone.

### Par année
C'est aux Jeux de 1992 à Barcelone, que la moisson fut la meilleure avec 22 médailles (13 en or, 7 en argent et 2 en bronze).

Médailles gagnées par l'Espagne aux Jeux olympiques d'été de 1896 à 2012.

| Année | Médaille d'or, Jeux olympiques | Médaille d'argent, Jeux olympiques | Médaille de bronze, Jeux olympiques | Total | Rang |
| 1896  |                                |                                    |                                     | 0     | -    |
| 1900  | 1                              | 0                                  | 0                                   | 1     | 14e  |
| 1904  |                                |                                    |                                     | 0     | -    |
| 1908  |                                |                                    |                                     | 0     | -    |
| 1912  |                                |                                    |                                     | 0     | -    |
| 1920  | 0                              | 2                                  | 0                                   | 2     | 17e  |
| 1924  | 0                              | 0                                  | 0                                   | 0     | n.c  |
| 1928  | 1                              | 0                                  | 0                                   | 1     | 24e  |
| 1932  | 0                              | 0                                  | 1                                   | 1     | 26e  |
| 1936  |                                |                                    |                                     | 0     | -    |
| 1948  | 0                              | 1                                  | 0                                   | 1     | 28e  |
| 1952  | 0                              | 1                                  | 0                                   | 1     | 34e  |
| 1956  |                                |                                    |                                     | 0     | n.c  |
| 1960  | 0                              | 0                                  | 1                                   | 1     | 41e  |
| 1964  | 0                              | 0                                  | 0                                   | 0     | n.c  |
| 1968  | 0                              | 0                                  | 0                                   | 0     | n.c  |
| 1972  | 0                              | 0                                  | 1                                   | 1     | 43e  |
| 1976  | 0                              | 2                                  | 0                                   | 2     | 30e  |
| 1980  | 1                              | 3                                  | 2                                   | 6     | 20e  |
| 1984  | 1                              | 2                                  | 2                                   | 5     | 20e  |
| 1988  | 1                              | 1                                  | 2                                   | 4     | 25e  |
| 1992  | 13                             | 7                                  | 2                                   | 22    | 6e   |
| 1996  | 5                              | 6                                  | 6                                   | 17    | 13e  |
| 2000  | 3                              | 3                                  | 5                                   | 11    | 25e  |
| 2004  | 3                              | 11                                 | 6                                   | 19    | 20e  |
| 2008  | 5                              | 11                                 | 3                                   | 18    | 15e  |
| 2012  | 4                              | 10                                 | 6                                   | 17    | 18e  |
| 2016  | 7                              | 4                                  | 6                                   | 17    | 14e  |
| 2020  | 3                              | 8                                  | 6                                   | 17    | 22e  |
| 2024  | 5                              | 4                                  | 9                                   | 18    | 15e  |
| Total | 53                             | 76                                 | 58                                  | 187   | 27e  |

| Année | Médaille d'or, Jeux olympiques | Médaille d'argent, Jeux olympiques | Médaille de bronze, Jeux olympiques | Total | Rang |
| 1972  | 1                              | 0                                  | 0                                   | 1     | 13e  |
| 1992  | 0                              | 0                                  | 1                                   | 1     | 19e  |
| 2018  | 0                              | 0                                  | 2                                   | 2     | 21e  |
| Total | 1                              | 0                                  | 3                                   | 4     | 36e  |